# Jonker JS-3 Rapture
Jonker JS-3 Rapture er et højydende svævefly, som især anvendes i konkurrencer i 15- og 18-meter klasserne.
Udviklingen af typen er baseret på den succesfulde JS1, som har vundet flere verdensmesterskaber. I forhold til tidligere typer er især overgangen mellem vinge og krop optimeret i forhold til luftmodstand. Typen fås med jet-hjemhentningsmotor samt med en elektrisk udfældelig motor, som muliggør selvstart, mens der ikke findes stempelmotor til typen, idet kroppen er for snæver. Typen har mulighed for indfældeligt halehjul og afgang af ventilationsluft på kroppens underside.
18-m versionen karakteriseres som harmonisk på rorene og godmodig.
Typens varianter opnåede EASA-certificering den 10. september 2021..